# 聖体奉挙 (エルガー)

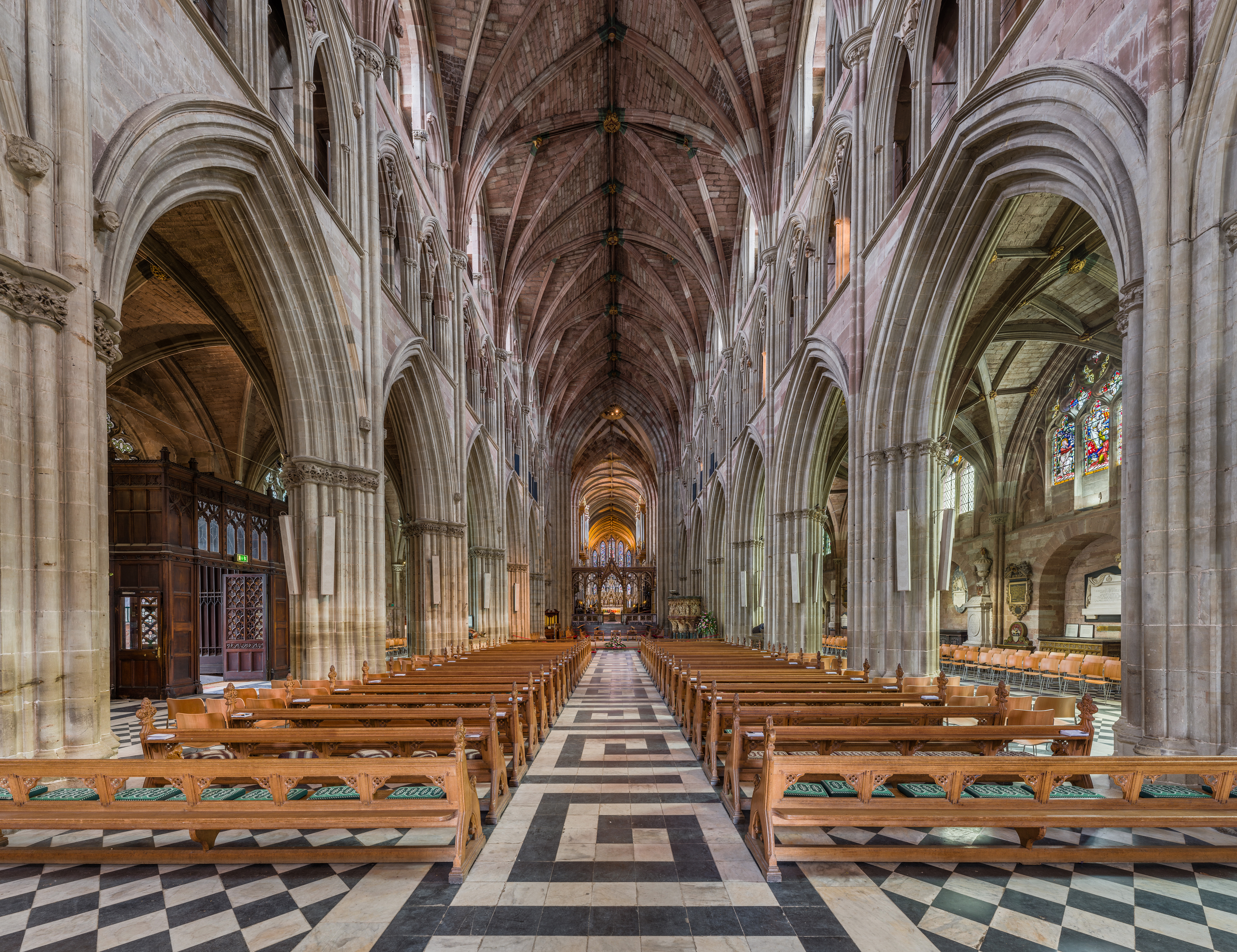
ウスター大聖堂の身廊

聖体奉挙（せいたいほうきょ、Sursum corda（スルスム・コルダ））作品11は、エドワード・エルガーが1894年に作曲した弦楽合奏、金管楽器、ティンパニ、オルガンのための楽曲。

## 概要
エルガーは演奏会用序曲『フロワッサール』、カンタータ『黒騎士』の初演で成功を収め、ウスターで順調にキャリアを積んでいた。パートソングの出版も決まり順風満帆ではあったものの、さらなる成功の機会を模索していたところへ、ヨーク公（後のジョージ5世）がウスターを訪問するという知らせが入る。そこでエルガーは1894年の初頭、1887年に着手しながらも破棄されたヴァイオリンソナタの緩徐楽章として使用する予定だった素材などを仕立て直す形で、急ごしらえでこの曲を作曲することになった。
初演はヨーク公の臨席のもと、1894年4月9日にウスター大聖堂において聖堂オルガニストのヒュー・ブレアの指揮で行われた。エルガーは体調不良のためこれを欠席している。ロンドン初演は1901年9月21日に、クイーンズ・ホールのプロムナード・コンサートで行われた。曲は7年後に出版された際、作曲者の友人でアマチュアのチェリストあったヘンリー・ダイク・アクランド（1850年 - 1936年）へ献呈された。アクランドは医師で教育者のヘンリー・アクランドの息子で、エルガーとはゴルフ仲間であり、マルヴァーンにあるウスター・オールド・バンクの支配人を務めていた。
深遠ではないながらも抒情的で情熱を秘めた曲となっており、まもなく国を代表する作曲家として大成を果たす、エルガーの成熟を予感させる。

## 演奏時間
約10分

## 楽器編成
弦楽合奏、トランペット2、ホルン4、トロンボーン3、テューバ、ティンパニ、オルガン

## 楽曲構成
アダージョ・ソレンネ 変ロ長調 2/4拍子
金管楽器による厳かな変ロ音の信号が曲の開始を告げる。弦楽器に譜例1が出て主部となる。

譜例1
クライマックスに至ると落ち着きを取り戻し、変ロ音の信号からオルガンと弦楽器の応答で新しい素材が出る（譜例2）。

譜例2
これが発展して第2のクライマックスを形成し、譜例1が回帰する。最後の盛り上がりを経て金管の信号が再び響くと、譜例1などを用いたコーダとなってトゥッティの充実した響きで曲を終える。